# Bathyarctus rubens
Bathyarctus rubens е вид десетоного от семейство Scyllaridae. Видът не е застрашен от изчезване.

## Разпространение и местообитание
Разпространен е в Австралия (Нов Южен Уелс), Вануату, Индия (Гоа, Карнатака, Керала, Махаращра и Тамил Наду), Индонезия, Мадагаскар, Мозамбик, Нова Каледония, Фиджи и Филипини.
Обитава морета и заливи. Среща се на дълбочина от 225 до 765 m, при температура на водата от 5,5 до 17,4 °C и соленост 34,4 – 35,5 ‰.